# Hans G. Bentz
Hans Georg Bentz (* 5. September 1902 in Berlin; † 31. Dezember 1968 in Prien am Chiemsee) war ein deutscher Schriftsteller. Besonders erfolgreich wurden seine Tierbücher und Kriminalromane. Vorbild für seine Figur des Kriminaldirektors Türk war der Berliner Kriminalist Ernst Gennat.

## Biographie
Hans G. Bentz stammte aus einer traditionsreichen großbürgerlichen Familie. Von Kindheit an sei es sein Ziel gewesen, Schriftsteller zu werden, erzählte Bentz später. Schon im Alter von 15 Jahren brachte er Kurzgeschichten beim Berliner Tageblatt an. In der Inflation nach dem Ersten Weltkrieg verlor seine Familie ihr Vermögen, so dass Bentz als Journalist arbeiten musste. Nach dem Abitur begann er als Volontär bei der Vossischen Zeitung. Im Alter von 27 Jahren wurde stellvertretender Chefredakteur der Berliner Morgenpost. 1933/34 verlor er diesen Posten auf Druck des NS-Regimes und wurde in die Lokalredaktion versetzt. In dieser Zeit freundete er sich mit Ernst Gennat an und interessierte sich für Kriminalistik.
Ab 1933 gehörte Bentz zu einem Kreis von Oppositionellen, zu dem auch der Drehbuchautor Christian Hallig und der Schweizer Journalist Johannes Conrad Meyer gehörten. Der Kreis gab sich 1940 selbst den Namen Turicum. Er wollte durch das Sammeln und Weitergeben von Informationen an das Ausland zum Sturz der Diktatur beitragen und später beim Aufbau einer Demokratie in Deutschland mitwirken. Die Gruppe leistete Hilfe für Verfolgte, vor allem Juden. Im März 1940 wurde Meyer aus Deutschland ausgewiesen.
Gegen Kriegsende lebte der zum Buddhismus konvertierte Bentz in Mittenwald, und nachdem er den Amerikanern seine Hilfe angedient hatte, in München. In dieser Zeit nannte er sich auch H. W. Berett.
Ab 1945 war Bentz Chefredakteur in München. Mit seinen Büchern war er ab den 1950er Jahren erfolgreich. Insbesondere die Person von Gennat, und, nach den Aussagen von Bentz, auch dessen Sekretärin, inspirierten ihn zu Kriminalromanen nach echten Fällen. Er nannte „seinen“ Gennat Kommissar Türk.
Bentz starb 1968 an den Folgen eines Gehirnschlags.

## Romane
- Der Bund der drei (1952), ISBN 3-453-00065-X
- Gute Nacht, Jakob (1954), ISBN 3-453-00053-6
- Alle lieben Peter (1956), ISBN 3-87179-118-0
- Zwei Töchter auf Pump (1961), ISBN 3-453-00045-5
- Zwei Töchter und drei Hunde (1965), ISBN 3-453-00048-X
- Die Hexe aus dem Paradies (1965)
- Na so ein Esel (1965), ISBN 3-453-00080-3
- Puck – Roman eines Foxls (1967), ISBN 3-453-00171-0
- Hasso: Roman eines Schäferhundes, ISBN  3-87179-253-5
- Zwei gegen Fünf (1967), ISBN 3-453-00272-5
- Meine Hunde, wie sie wirklich sind (1971)
- Gefährliche Wünsche
- Licht von jenseits der Straße
- Alle meine Autos – Herrenfahrers Lust und Leid (1961), ISBN 3-453-01245-3
- Willi der Igel, ISBN 3-87179-235-7
- Tommy, ISBN 3-442-03730-1
- Unsere Hunde – Unsere Freunde (Hrsg.)
- Polizeiwagen 220 (1957)
- Kriminaldirektor Türk-Romane:
  - Schneller als der Tod – Roman einer Mordkommission, ISBN 3-453-00586-4
  - Kriminaldirektor Türks schwerster Fall (1964), ISBN 3-453-00419-1
  - Der Dicke und die Mafia (1966)
  - Das fremde Gesicht